# Muhammad I ibn Abd al-Rahman
Muḥammad I ibn ʿAbd al-Raḥmān, in arabo محمد بن عبد الرحمن الأوسط (Cordova, aprile 823 – Cordova, 4 agosto 886), fu il 5º emiro indipendente di al-Andalus.

## Origine
Muhammad era figlio del quarto emiro indipendente di Cordova, al-Rahman II, della dinastia degli Omayyadi e di una moglie o concubina, detta Buheyr, come riporta la Historias de Al-Andalus, por Aben-Adhari de Marruecos; anche la Histoire de l'Afrique et de l'Espagne conferma, chiamando la madre Boheyr.

Abd al-Rahman II era figlio del terzo emiro indipendente di Cordova, al-Ḥakam I, della dinastia degli Omayyadi e di una moglie o concubina, detta Heloa, come riporta la Historias de Al-Andalus, por Aben-Adhari de Marruecos; anche la Histoire de l'Afrique et de l'Espagne conferma, chiamando la madre H'alâwa.

Gli ascendenti di entrambi sono citati nella Histoire des Almohades / d'Abd el- Wâh'id Merrâkechi.

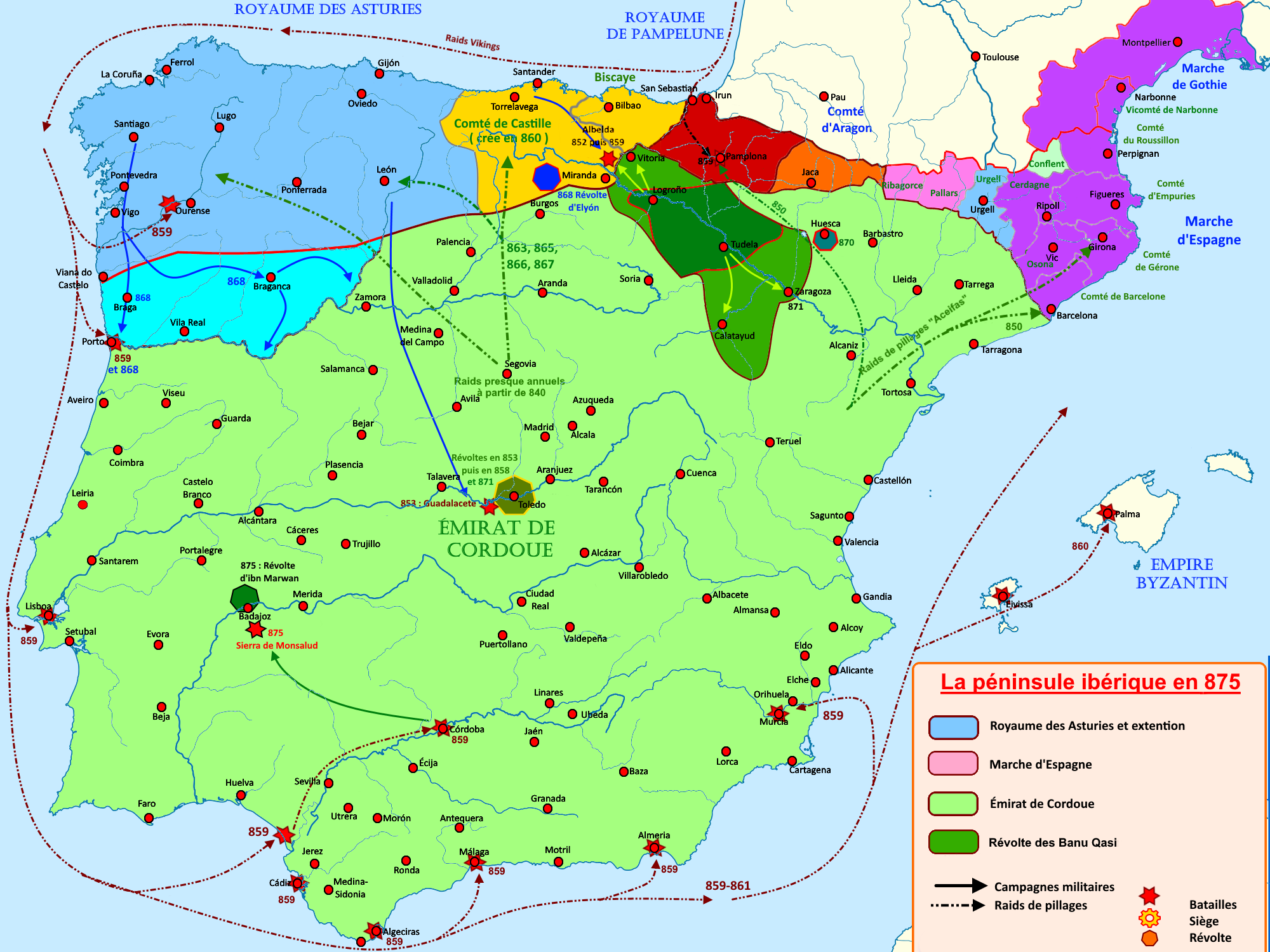
La penisola iberica, nell'875, durante l'emirato di Muhammad I ibn Abd al-Rahman

## Biografia
Muhammad era nato a Cordova, sia secondo il Diccionario biográfico español, Real Academia de la Historia, che secondo La web de las biografias, nel mese di aprile dell'823, mentre la Histoire de l'Afrique et de l'Espagne riporta tra marzo e aprile.
Durante il regno di suo padre, nell'844, fu nominato governatore di Saragozza e nell'846, condusse l'assedio di León.
Suo padre, ʿAbd al-Raḥmān II morì il 22 settembre 852 e, nonostante gli intrighi della moglie, Tarūb, gli succedette Muhammad I ibn Abd al-Rahman, come riporta anche, lo storico Rafael Altamira, che lo dipinge come insensibile, egoista, avaro e di scarsa intelligenza, che godeva dell'appoggio dei Fuqaha', i quali miravano a farne un sovrano devoto e lo istigarono a odiare i cristiani; tanto che, per l'intolleranza dell'emiro, si ebbero continue rivolte e movimenti separatisti dei mozarabi, Cristiani che vivevano in zone a maggioranza musulmana e dei meticci (muladì).
Toledo, nell'853, appoggiata dal re delle Asturie Ordoño I si ribellò, ma subì una sconfitta nella battaglia di Guazalete, un fiume a sud-est di Toledo. Toledo resistette alcuni anni, ma all'abbandono degli alleati cristiani, nell'858, chiese un'amnistia, concessa dall'emiro.

Dopo circa vent'anni, una nuova ribellione fu immediatamente soffocata, con durezza.
I Banu Qasi, con a capo Musa ibn Musa, alleatisi con la famiglia Arista della Navarra, si ribellarono all'emirato di Cordova e proclamarono la loro indipendenza, occupando Saragozza e Musa si autoproclamò: «Terzo re di Spagna» (dopo Muhammad I e Ordoño I delle Asturie).

Dopo la morte di Musa II, Muhammad I riprese Saragozza e Tudela, ma, nell'871, i figli di Musa II le rioccuparono, e verso la fine dell'emirato di Muhammad I fu trovata una soluzione pacifica, mediante un accordo economico che consentì ai Banu Qasi di mantenere il controllo di parte della valle dell'Ebro.
Nell'868, Ibn Marwan, approfittando della ribellione dei Banu Qasi, e, con l'appoggio dei mozarabi e dei Muladi, si era ribellato all'autorità dell'emiro, ma, affrontato da un potente esercito era stato catturato e condotto a Cordova.

Ibn Marwan, nell'875, riacquistata la libertà, rientrò nella sua terra di origine (Mérida), alleatosi con Alfonso III, re delle Asturie, si ribellò all'emiro, Muhammad I, che non riuscendo a reprimere la ribellione, permise a Ibn Marwan di costruirsi una città libera da imposte ed indipendente dall'emirato di Cordova. Ibn Marwan fondò la città di Badajoz, nel bosco della Muela, situata su una sponda del fiume Guadiana, dotata di una alcazaba e, dopo la morte di Ibn Marwan, i suoi discendenti mantennero l'autonomia sino al 929, quando il primo califfo, ʿAbd al-Raḥmān III ibn Muḥammad, riportò quei territori all'obbedienza del califfato.
Nell'880, il bandito ed avventuriero, Umar ibn Hafsun, partendo da Ronda diede inizio ad una rivolta, che ebbe il suo centro a Barbastro, città arroccata sulle impervie montagne a nord di Malaga, divenendo il capo degli andalusi del sud; la ribellione sarà soffocata soltanto nel 928, dopo la morte di Umar ibn Hafsun, al tempo dell'emiro e futuro califfo ʿAbd al-Raḥmān III ibn Muḥammad.
Muḥammad I sconfisse le truppe della Navarra nella battaglia di Lumbier, nell'882, in cui morì il re di Pamplona, García I Íñiguez.
Secondo la Histoire de l'Afrique et de l'Espagne Muhammad I morì il 4 agosto 886, fu sepolto nell'alcazar di Cordova e gli succedette il figlio al-Mundhir, come riporta la Historias de Al-Andalus, por Aben-Adhari de Marruecos.

### Famiglia
Muhammad I ebbe cinquantaquattro figli (33 maschi e 21 femmine), tra cui i suoi due successori: il primo, nato da una sua concubina, Ayel, come riportano la Histoire de l'Afrique et de l'Espagne e la Historias de Al-Andalus, por Aben-Adhari de Marruecos:
- al-Mundhir, nato a Cordova nell'845, a circa 40 anni, divenne il sesto emiro[17].

il secondo, nato da un'altra sua concubina, Baher, come riportano la Histoire de l'Afrique et de l'Espagne e la Historias de Al-Andalus, por Aben-Adhari de Marruecos:
- ʿAbd Allāh, nato a Cordova nell'843, a circa 45 anni, divenne il settimo emiro[20].

### Fonti primarie
- (ES)  Cronica Alfonso III)
- (FR)  Histoire des Almohades / d'Abd el- Wâh'id Merrâkechi
- (FR)  #ES Histoire de l'Afrique et de l'Espagne, Volume 2
- (EN)  #ES Spagna musulmana e Portogallo: una storia politica di al-Andalus
- (ES)  Historias de Al-Andalus, por Aben-Adhari de Marruecos

### Letteratura storiografica
- Rafael Altamira, Il califfato occidentale, in Storia del mondo medievale, vol. II, 1999, pp. 477–515.